# Degesch
La Deutsche Gesellschaft für Schädlingsbekämpfung mbH (in italiano società tedesca per il controllo dei parassiti), in breve Degesch, è stata una società chimica tedesca. 

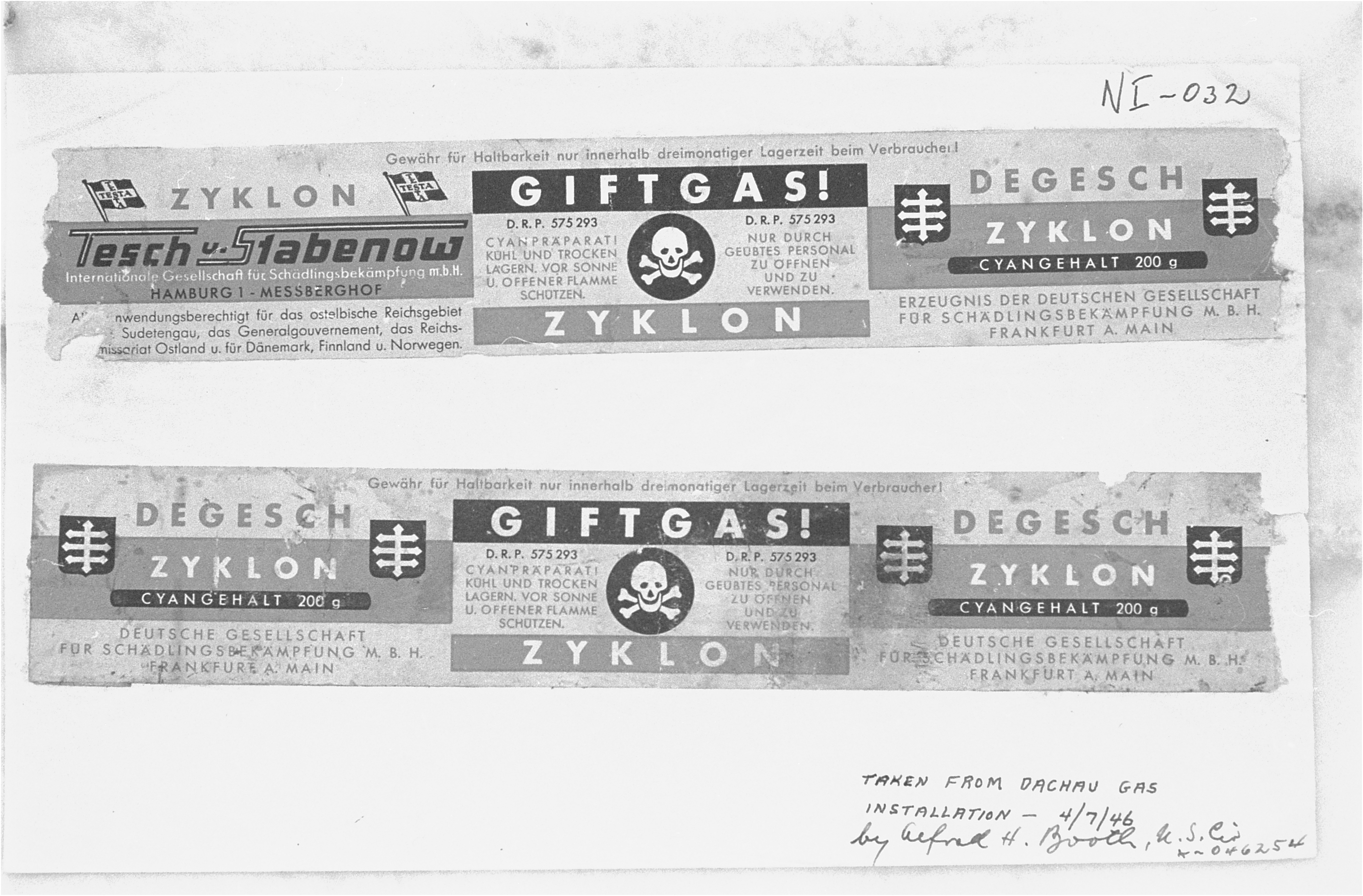
Etichette della Dgesch, applicate sulle latte di Zyklon B

La Degesch ha prodotto pesticidi usati contro erbacce, roditori e insetti. La Degesch aveva poi il brevetto dello Zyklon, un pesticida la cui variante Zyklon B (inodore) veniva usata per eliminare le persone nelle camere a gas dei campi di sterminio tedeschi durante l'Olocausto. 
Attraverso le ditte Tesch und Stabenow GmbH (Testa) e Heerdt-Linger (Heli), la Degesch vendette il gas velenoso Zyklon B alla Wehrmacht e alle Schutzstaffel.
La Degesch è stata fondata nel 1919. Il suo primo direttore fu il premio Nobel per la chimica Fritz Haber. Nel 1936, Degussa e IG Farben detenevano ciascuna il 42,5% delle azioni, mentre la Goldschmidt AG deteneva il restante 15%. 
Durante gli anni dal 1938 al 1943, le vendite della Degesch furono estremamente redditizie. Per la maggior parte di questi anni, la IG Farben ha ricevuto dividendi pari al doppio del valore delle proprie azioni.
Dopo la Seconda Guerra Mondiale, Degesch continuò la propria attività. 
Nel 1986 la società fu venduta alla Detia Freyberg GmbH ed il nome attuale è Detia-Degesch GmbH.

## Accuse alla società
Durante il processo IG Farben, il direttore di Degesch, Gerhard Friedrich Peters nel 1949 fu accusato di omicidio dal tribunale di Francoforte e condannato a cinque anni di prigione. La condanna fu confermata legalmente nel 1952 in un processo di appello e fissata a sei anni. Peters andò in prigione ma fu assolto in un nuovo appello nel 1953. La legge era cambiata; non era più considerato colpevole di complicità per gli omicidi.
Il presidente del consiglio di amministrazione, Hermann Schlosser, fu arrestato nel febbraio 1948 e assolto nell'aprile 1948; in seguito assunse nuovamente il ruolo di presidente del consiglio di amministrazione.
Il proprietario e il direttore di Tesch & Stabenow sono stati invece condannati a morte da un tribunale britannico e giustiziati nella prigione di Hameln.